# Grammy Award for Best R&B Instrumental Performance

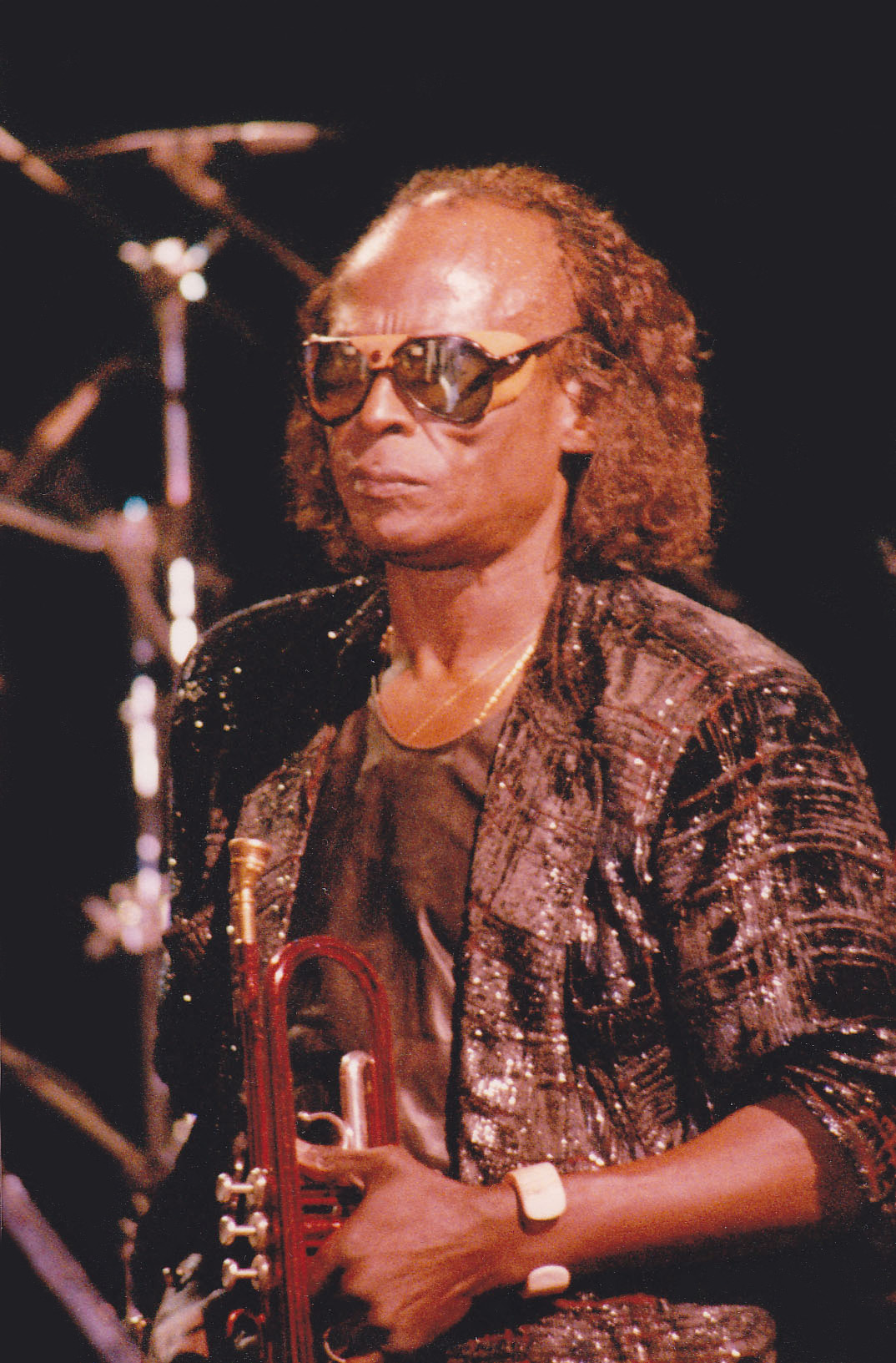
Miles Davies war 1993 der letzte Gewinner des Grammy Award for Best R&B Instrumental Performance

Der Grammy Award for Best R&B Instrumental Performance, auf Deutsch „Grammy-Auszeichnung für die beste R&B Instrumental-Darbietung“, ist ein Musikpreis, der von 1970 bis 1990 und 1993 von der Recording Academy in Los Angeles verliehen wurde. Der Preis geht an Künstler für neue herausragende Darbietungen im Bereich Rhythm & Blues.

## Geschichte und Hintergrund
Die seit 1959 verliehenen Grammy Awards werden jährlich in zahlreichen Kategorien von der Recording Academy in den Vereinigten Staaten vergeben, um künstlerische Leistung, technische Kompetenz und hervorragende Gesamtleistung ohne Rücksicht auf die Album-Verkäufe oder Chart-Position zu würdigen. Eine dieser Kategorien ist der von 1970 bis 1990 und 1993 verliehene Grammy Award for Best R&B Instrumental Performance.
Der Name der Preisbezeichnung hat sich zwei Mal leicht geändert:
- Von 1970 bis 1985 wurde der Preis unter der Bezeichnung Best R&B Instrumental Performance vergeben
- Von 1986 bis 1989 hieß er Best R&B Instrumental Performance (Orchestra, Group or Soloist) und
- 1990 und 1993 wurde es als Best R&B Instrumental Performance vergeben.

Die Grammy Awards werden jährlich für im Vorjahr veröffentlichte Werke vergeben.

## Gewinner und nominierte Künstler
| Jahr | Gewinner                       | Nationalität                   | Titel                                     | Weitere Nominierte | Bild des/der Künstler          |
| ---- | ------------------------------ | ------------------------------ | ----------------------------------------- | --- | ------------------------------ |
| 1970 | King Curtis                    | Vereinigte Staaten             | „Games People Play“                       | - Ike Turner – A Black Man’s Soul - Albert Collins – Trash Talkin’ Lyrics - Junior Walker & The All Stars – What Does It Take - Richard Groove Holmes – Workin’ On A Groovy Thing                                  |                                |
| 1971 | Keine Vergabe der Auszeichnung | Keine Vergabe der Auszeichnung | Keine Vergabe der Auszeichnung            | Keine Vergabe der Auszeichnung | Keine Vergabe der Auszeichnung |
| 1972 | Keine Vergabe der Auszeichnung | Keine Vergabe der Auszeichnung | Keine Vergabe der Auszeichnung            | Keine Vergabe der Auszeichnung | Keine Vergabe der Auszeichnung |
| 1973 | Paul Riser & The Temptations   | Vereinigte Staaten             | „Papa Was a Rollin’ Stone (Instrumental)“ | - The Crusaders – Crusaders I - King Curtis – Everybody's Talkin’ - Curtis Mayfield – Junkie Chase - Isaac Hayes – Let's Stay Together                                                                             |                                |
| 1974 | Ramsey Lewis                   | Vereinigte Staaten             | „Hang on Sloopy“                          | - The Crusaders – 2nd Crusade - Donald Byrd – Black Byrd - Manu Dibango – Soul Makossa - Young-Holt Unlimited – Yes We Can Can                                                                                     |                                |
| 1975 | MFSB                           | Vereinigte Staaten             | „The Sound of Philadelphia“               | - Kool & The Gang – Light of Worlds - Average White Band – Pick Up The Pieces Lyrics - The Crusaders – Scratch - Billy Preston – Struttin’                                                                         |                                |
| 1976 | Silver Convention              | Deutschland                    | „Fly, Robin, Fly“                         | - Van McCoy and the Soul City Symphony – Disco Baby - B.T. Express – Express - Herbie Hancock – Hang Up Your Hangups - Brecker Brothers – Sneakin’ Up Behind You                                                   |                                |
| 1977 | George Benson                  | Vereinigte Staaten             | „Theme From Good King Bad“                | - Marvin Gaye - After the Dance Lyrics - Brass Construction - Brass Construction - Herbie Hancock - Doin’ It - Stanley Turrentine - Hope That We Can Be Together Soon - The Crusaders - Keep That Same Old Feeling |                                |
| 1978 | The Brothers Johnson           | Vereinigte Staaten             | „Q“                                       | - Brecker Brothers - Funky Sea, Funky Dew - Salsoul Orchestra - Getaway - Stuff - More Stuff - Blackbyrds - The Unfinished Business                                                                                |                                |
| 1979 | Earth, Wind & Fire             | Vereinigte Staaten             | „Runnin'“                                 | - The Crusaders - Images - Stanley Clarke - Modern Man - Brothers Johnson - Streetwave - Average White Band - Sweet and Sour                                                                                       |                                |
| 1980 | Earth, Wind & Fire             | Vereinigte Staaten             | „Boogie Wonderland“                       | |                                |
| 1981 | George Benson                  | Vereinigte Staaten             | „Off Broadway“                            | |                                |
| 1982 | David Sanborn                  | Vereinigte Staaten             | „All I Need Is You“                       | |                                |
| 1983 | Marvin Gaye                    | Vereinigte Staaten             | „Sexual Healing (Instrumental Version)“   | |                                |
| 1984 | Herbie Hancock                 | Vereinigte Staaten             | „Rockit“                                  | |                                |
| 1985 | Herbie Hancock                 | Vereinigte Staaten             | „Sound System“                            | |                                |
| 1986 | Ernie Watts                    | Vereinigte Staaten             | „Musician“                                | |                                |
| 1987 | Yellowjackets                  | Vereinigte Staaten             | „And You Know That“                       | |                                |
| 1988 | David Sanborn                  | Vereinigte Staaten             | „Chicago Song“                            | |                                |
| 1989 | Chick Corea                    | Vereinigte Staaten             | „Light Years“                             | |                                |
| 1990 | Soul II Soul                   | Vereinigtes Königreich         | „African Dance“                           | |                                |
| 1991 | Keine Vergabe der Auszeichnung | Keine Vergabe der Auszeichnung | Keine Vergabe der Auszeichnung            | Keine Vergabe der Auszeichnung | Keine Vergabe der Auszeichnung |
| 1992 | Keine Vergabe der Auszeichnung | Keine Vergabe der Auszeichnung | Keine Vergabe der Auszeichnung            | Keine Vergabe der Auszeichnung | Keine Vergabe der Auszeichnung |
| 1993 | Miles Davis                    | Vereinigte Staaten             | „Doo-Bop“                                 | |                                |